# Port lotniczy Abu ad Duhur
Port lotniczy Abu Ad Duhur – wojskowy port lotniczy położony w miejscowości Abu ad-Duhur, w Syrii.